# 産前起立不能
産前起立不能（さんぜんきりつふのう、prepartum paraplegia）とは妊娠中とくに妊娠末期に母獣が麻痺を起こして起立不能を示す状態。牛、山羊、馬に発生する。原因として栄養不足、飢餓、ケトーシス、胎膜および胎子の水腫、関節、腱の障害、骨折、敗血症、感染症が挙げられ、原因に準じた治療が行われる。